# Źródlana
Źródlana (niem. Born Berg, 682 m n.p.m.) – góra w południowo-zachodniej Polsce, w Sudetach Środkowych, w Górach Kamiennych.
Wzniesienie położone w Sudetach Środkowych, w Górach Kamiennych, w środkowej części pasma Gór Suchych (Javoří hory), na południowy zachód od miejscowości Bartnica, w bocznym grzbieciku, odchodzącym od Czarnocha ku wschodowi, następnie północnemu wschodowi. Od wierzchołka Źródlanej grzbiecik ten skręca ku północnemu zachodowi.
Jest to wzniesienie zbudowane z permskich skał wylewnych – melafirów (trachybazaltów), należących do północnego skrzydła niecki śródsudeckiej.
Wzniesienie w całości porośnięte lasem świerkowym regla dolnego.